# Halsfistel
Halsfisteln und Halszysten entstehen durch Fehlentwicklungen der Eingeweide des Halses, sie sind also angeboren.
Man unterscheidet mediane Halszysten oder -fisteln auf der Mittellinie des Halses von lateralen (seitlichen) oder branchiogenen Fisteln oder Zysten in der Umgebung des Musculus sternocleidomastoideus.

## Mediane Halszysten oder -fisteln

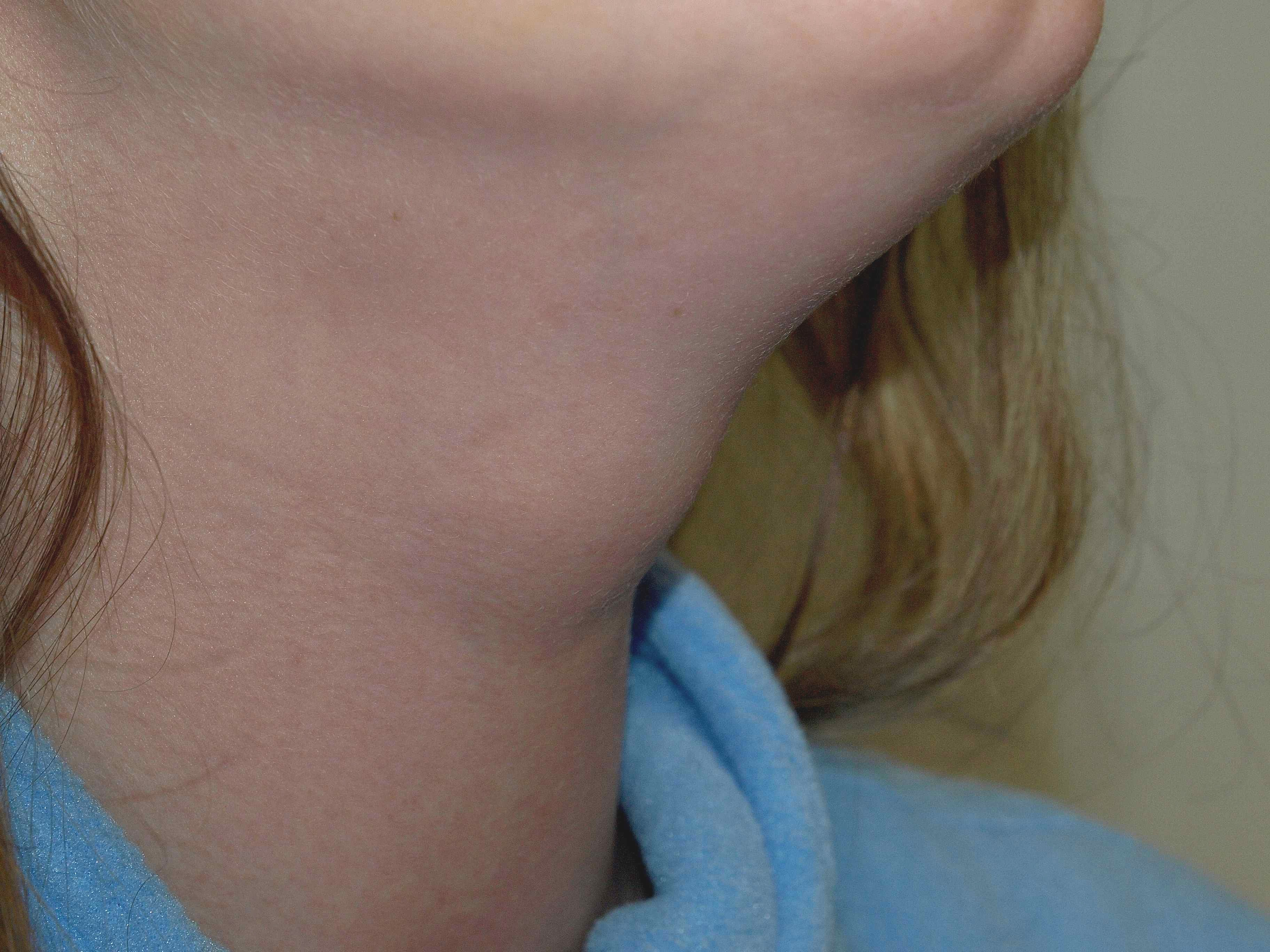
Mediane Halszyste

Mediane Halszysten und -fisteln entstehen aus während der Embryonalentwicklung nicht rückgebildeten Teilen des Ductus thyreoglossus. Beim Abstieg der Schilddrüsenanlage vom (späteren) Zungengrund nach kaudal entsteht eine Verbindung zum Schlunddarm, der Ductus thyreoglossus. Verschließt sich dieser Gang nicht vollständig, so verbleibt eine mediane Halszyste (Bochdalek-Zyste). Bricht im Rahmen einer Infektion eine mediane Halszyste nach außen durch, besteht eine mediane Halsfistel. Mediane Halszysten bilden sich bevorzugt in der Gegend des Zungenbeins, da dies vermutlich ein Hindernis beim Abstieg darstellt. Dabei kann der Verbindungsgang vor oder hinter dem Zungenbein entlangführen oder durch das Zungenbein hindurch ziehen.

### Diagnostik

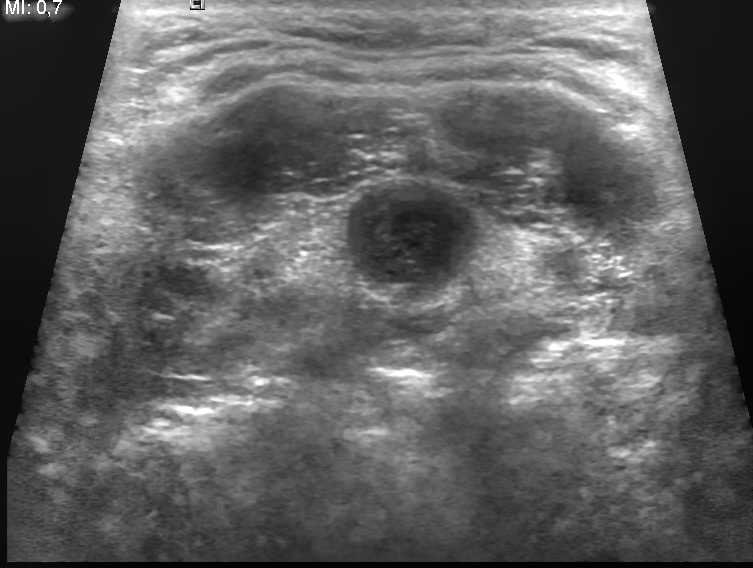

Eine angeborene Halsfistel hatte zuerst Johann Nepomuk Hunczovsky 1789 beschrieben, im Jahr 1829 auch Karl Heinrich Dzondi. Hunczovsky heilte diese durch Injektion von Weingeist bzw. Spaltung des Fistelganges. Die mediane Halszyste wird meist als prallelastische Schwellung in der Halsmitte getastet. Beim Schlucken zeigt sie eine Auf- und Abbewegung. 75 % der Zysten werden vor dem 6. Lebensjahr diagnostiziert. Im Ultraschall kann ein flüssigkeitsgefüllter Hohlraum gesehen werden. Eine mediane Halsfistel stellt eine kleine Hautöffnung etwa in Halsmitte dar, aus der trübes, auch eitriges Sekret austreten kann.

### Therapie
Aufgrund der Gefahr einer Infektion mit nachfolgender Fistelbildung wird in der Regel die Zyste nach Diagnosestellung operativ entfernt. Dabei wird auch der allenfalls anhängende Fistelgang mit dem mittleren Anteil des Zungenbeins entfernt (dadurch Rezidivrate unter 5 %, bei Belassen 50 % Rezidive). Falls vorhanden, muss der Fistelgang bis zum Foramen caecum linguae (kleine Grube am Zungengrund) verfolgt und entfernt werden. Eine eventuell vorhandene Zungengrundstruma (dystopes Schilddrüsengewebe) darf nur dann entfernt werden, wenn szintigrafisch eine normale Schilddrüse nachweisbar ist (sonst ist eine lebenslange Hormoneinnahme erforderlich). Ist die Zyste bereits infiziert, muss die Infektion zunächst behandelt werden, bevor die Zyste entfernt wird.

## Laterale Halszysten oder -fisteln

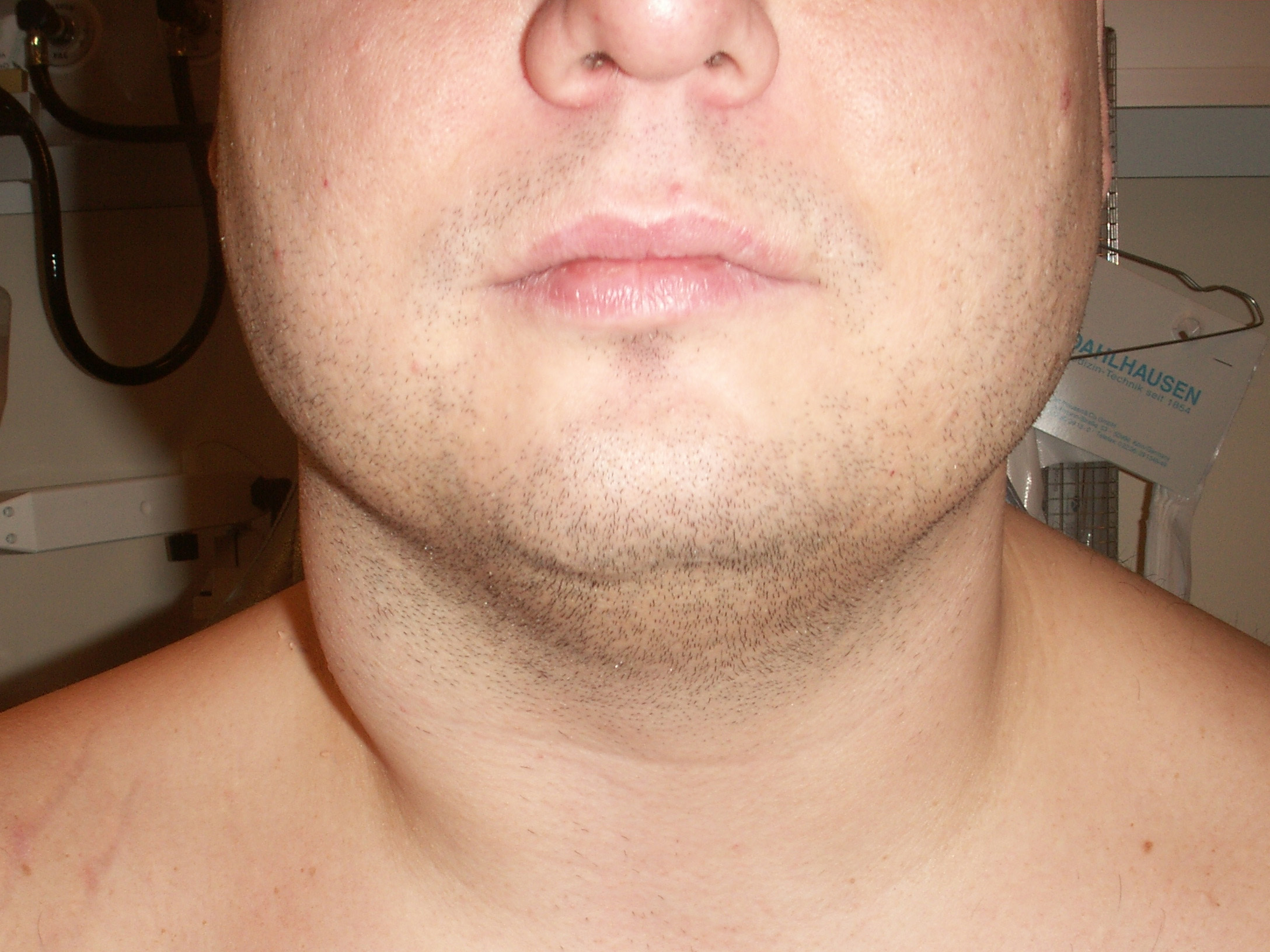
Zyste der rechten Halsseite

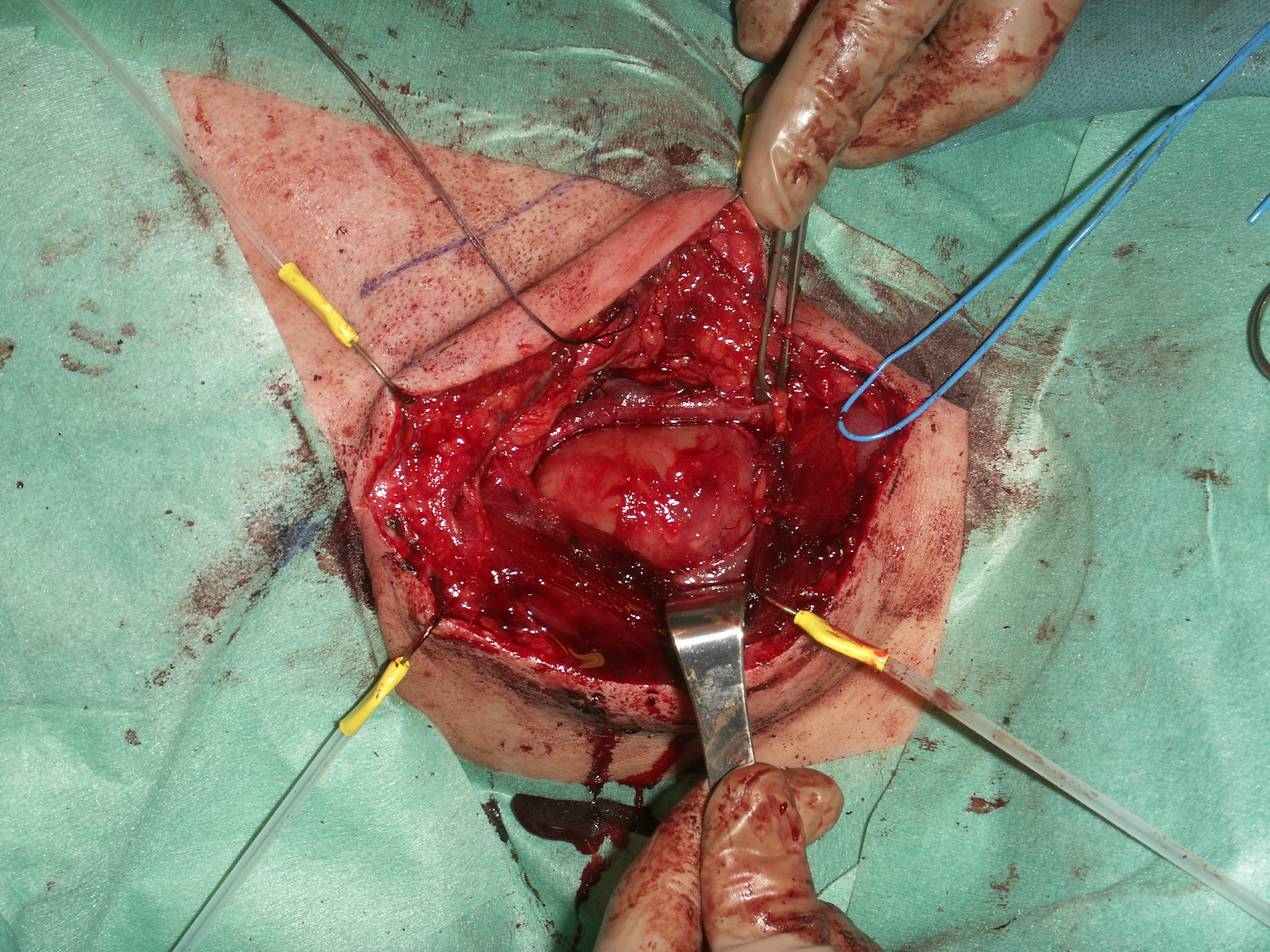
Operation einer lateralen Halszyste

Laterale Halszysten oder Halsfisteln sind Überreste der Kiemenbogen bzw. Kiemenfurchen, sie werden daher auch branchiogene Halszysten oder -fisteln genannt. Die Kiemenbogen entstehen zwischen der 4. und 8. Woche der Embryonalentwicklung im Bereich des Schlunddarmes.
Am häufigsten verbleibt ein Überrest des zweiten Kiemenbogens. Bei der Entwicklung des Halses wächst der zweite Kiemenbogen über den dritten und vierten. Dabei bildet sich ein Hohlraum, der Sinus cervicalis, der normalerweise später wieder völlig verschwindet. Bildet sich dieser Hohlraum nicht komplett zurück, bleiben ein Gang oder Gangteile zurück von der Gegend der Tonsillen durch die Halsweichteile entlang der Halsschlagader bis nach außen zur Haut, meist im mittleren bis unteren Drittel des Musculus sternocleidomastoideus.

### Diagnostik
Die laterale Halsfistel fällt durch eine kleine Öffnung am Vorderrand des Musculus sternocleidomastoideus seitlich am Hals auf, aus der milchiges oder eitriges Sekret fließen kann. Weist der (angeborene) Gang keine Hautöffnung nach außen auf, kann meist noch in der Kindheit oder im frühen Erwachsenenalter durch eine Entzündung relativ rasch eine prallelastische Schwellung entstehen, die laterale Halszyste, die nicht selten eine Größe über 5 cm erreicht. Sie kann dann vor dem Musculus sternocleidomastoideus getastet werden und ist meist gut sichtbar. Überbleibsel der anderen Kiemenbogen zeigen sich als Öffnungen oder Schwellungen am Hals, Kiefer oder der Wange. In unklaren Fällen können radiologische Untersuchungen (CT, MRT) weiterhelfen.

### Therapie
Wie mediane Halszysten sollten auch die lateralen Halsfisteln und -zysten wegen der Gefahr einer Infektion operiert werden.